# Комарица (Власотинце)
Комарица (серб. Комарица) — населённый пункт в общине Власотинце Ябланичского округа Сербии.

## Население
Согласно переписи населения 2002 года, в селе проживало 198 человек (196 сербов и 2 лица неизвестной национальности).
| Численность населения | Численность населения | Численность населения | Численность населения | Численность населения | Численность населения | Численность населения | Численность населения |
| 1948                  | 1953                  | 1961                  | 1971                  | 1981                  | 1991                  | 2002                  | 2011                  |
| --------------------- | --------------------- | --------------------- | --------------------- | --------------------- | --------------------- | --------------------- | --------------------- |
| 467                   | 480                   | 459                   | 463                   | 397                   | 268                   | 198                   | 123                   |

## Религия
Согласно церковно-административному делению Сербской православной церкви, село относится к Запланьскому приходу Второго нишского архиерейского наместничества Нишской епархии.